# Notomys robustus
Notomys robustus — вимерлий вид мишоподібних гризунів родини мишеві (Muridae). Вид відомий лише з черепів у совиних погадках на гірському хребті Фліндерс, у Південній Австралії. Рештки зібрані в посушливих, скелястих місцях, які межують з рівнинами з пересихаючими річками. Середньорічна кількість опадів коливається від 125 до 300 мм. Панівними рослинами є місцеві тонконогові й амарантові.
Цей вид відрізняється унікальною структурою виступів верхнього першого молярного зуба. Це великий вид у роді Notomys. Вік погадок ще не визначено, але непошкоджена форма й близькість до поверхні в багатьох печерних відкладах може свідчити про те, що їм не більше 200 років. Деякі погадки включають також кістки введеної хатньої миші.